# Саадат Алі-хан I
Саадат Алі-хан (1680 — 19 березня 1739) — перший наваб Ауду, виходець з Персії. У 25-річному віці приєднався до вирішальної кампанії імператора Аурангзеба проти маратхів у Декані, за що отримав титул Хан Багадур.

## Життєпис

### Кар'єра
Походив з купецької родини з Хорасану, нащадків імамітського імама Муси ібн Джафара. Син Мір Мухаммад Насіра. Народився бл. 1680 року в Нішапурі, отримавши ім'я Мір Мухаммад Амін. Наприкінці 1707 року його родина перебралася до Імперії Великих Моголів, оселившись в Патні Бенгальській субі, отримали допомогу від субадара Муршид Кулі-хана. Сам Мір Мухаммад Амін в цей час [опікувався родинним майном у Нішапурі. Зрештою у 1708 році він приєднався до батька. У 1709 році разом зі старшим братом Мір Мухаммадом Бакаром перебрався до Делі.
Працював у аміла (сільського голови) і жив у злиднях протягом першого року в Делі. У липні 1710 року він і його брат були прийняті на службу до Сарбуланд-хана, фаудждара (командувача залоги) Кара-Манікпура в Праяграджі. Невдовзі отримав посаду мір-манзіла (наглядача табору). Після призначення в листопаді 1712 року Сарбуленд-хана субадаром Гуджарату. До кінця року відносини між Мір Мухаммад Аміном і Сарбуланд-ханом погіршилися.
1713 року Мір Мухаммад Амін повернувся до Делі, де завдяки підтримці Мухаммеда Джафар отримав від могольського падишаха Фарук-сіяра посаду мансаб-хазарі (командувача 1 тис. вершників) і очільника полку Вала-Шахі. Смерть Мухаммеда Джафара в 1716 році залишила Мір Мухаммада Аміна без покровителя при дворі. Протягом наступних 3 років йому не вдалося отримати жодного підвищення.
1719 року супроводжував Сайїда Хасана, одного з впливовіших сановників могольського двору, в поході проти Джай Сінґха II, магараджі Джайпуру. Бойових дій особливо не було, але вдалося затоваришувати з Сайїдом Хусейном, молодшим братом Сайїда Хасана. 6 жовтня того ж року призначається фаудждаром Хіндауна і Баяни в Раджастані. Йому вдалося придушити повстання місцевих раджпутів і заміндарів з джатів. За це 1720 року призначено на посаду 15 сад-ізата (очільника 1500 вершників).
Невдовзі приєднався до змовників, що вирішили знищити братів Сайїдів, які набули надмірної влади в державі. У жовтні 1720 року братів було вбито, за участь в цьому Мір Мухаммад Амін отримав від падишаха Мухаммад Шаха мансаб рангом в 5 тис. зат, 3 тис. савар (вершників), титул саадат-хан-багадур (володар удачі), а також дозволив привласнити більшу частину скарбниці вбитого Сайїда Хусейна. З цього часу став відомим як Саадат Алі-хан.
Вже 15 жовтня 1720 року отримав мансаб в 6 тис. зат і 5 тис. савар, був призначений субадаром Акбарабаду з титулом бурхан-уль-мульк. Тут стикнувся з потужним рухом джатів, яким завдав поразки в парганах Матхури та Бхаратпур. Втім його заступник Нілканта у вересні 1721 року зазнав поразки від інших джатів й загинув. Продовжив боротьбу, але не домігся повної перемоги, тому 1721 року втратив посаду субадара.

### Панування
9 вересня 1722 року призначається субадаром Ауда. Тут стикнувся зі складною ситуацію, коли вимушен був рахуватися з впливом шейхів з Какорі та белудзького племені шейхзада, яке фактично контролювало Лакхнау (резиденцію Ауду) та навколишні паргани (округи). Тому новий субадара перетягнув на свій бік шейхів, а потім завдав поразки шейхзадам. За цим вимушен був протистояти місцевим джагірдарам, що не бажали звітувати про врожайність своїх володінь та відповідно збільшувати платежі до скарбниці. Тоді Саадат Алі-хан впровадив систему іджара, за якою джагірдарам більше не доводилося посилати своїх підлеглих на поля, а аміли (місцева адміністрація) тепер були підзвітні субадару. Разом з цього часу фактично стає самостійним, оскільки більшість податків залишав собі, переправляючи до Делі фіксовану суму.
1739 року рушив на допомогу падишаху, якому загрожувало вторгнення перського володаря Надір Шаха, 24 лютого брав участь в Карнальської битви, під час якої потрапив у полон. Тут фактично став радником Надір Шаха, якого переконав відмовитися від контрибуції у 5 млн рупій, а йти та розграбувати Делі. Це Саадат Алі-хан I зробив у відповідь на призначення на посаду мір-бакші (на кшталт головного скарбника) Газі уд-Дін-хана Фероз Джанга II, який був сином суперника правителя Адуа — нізама Асаф Джаха I.
Після захоплення Делі та падишаха Мухаммада Шаха того змусили призначити Саадат Алі-хана I на посаду вакіль-і-муталіка в армії (очільника усіх військових сил імперії). Втім вже наприкінці березня 1739 року раптово помер. Йому спадкував небіж і зять Сафдарджунг.